# 陳文遠
陳文遠（1932年7月23日—），也譯作陳文園，工程師，越南共和國官員，曾擔任越南共和國交通和通訊部長。

## 生平
1932年7月23日，陳文遠出生於法屬交趾支那堤岸。:924
1957年，陳文遠畢業於法國巴黎國立高等電信學校，成爲電信工程師。:924
1959年至1969年，陳文遠擔任國立郵電學校院長。:924
1963年至1968年，陳文遠出任越南南部和中部郵政局主任。:9241968年至1969年，擔任電信主任。:924
1969年至1973年，陳文遠出任越南共和國交通和通訊部長。:924
1982年3月25日，陳文遠在美國德克薩斯州達拉斯歸化美國公民。

## 個人生活
根據1974年出版的《越南名人錄》，陳文遠是祖先崇拜者，已婚，有三個子女。:924

## 榮譽
- 中華民國大綬景星勳章[6]

## 外部鏈接
- 台視影音文化資產《越南交通部長陳文遠來華》 （页面存档备份，存于）